# Pselaphelia dentifera
Pselaphelia dentifera is een vlinder uit de familie nachtpauwogen (Saturniidae), onderfamilie Saturniinae.
De wetenschappelijke naam van de soort is voor het eerst geldig gepubliceerd door Maassen & Weyding in 1885.